# Финч, Шарлотта
Ле́ди Шарло́тта Финч (англ. Lady Charlotte Finch; при рождении Фермо́р (англ. Fermor); 14 февраля 1725 — 11 июля 1813, Сент-Джеймсский дворец, Лондон) — няня и гувернантка детей английской королевской четы Георга III и Шарлотты Мекленбург-Стрелицкой, занимавшая должность более тридцати лет, с 1762 по 1793 год. Дочь Томаса Фермора, 1-го графа Помфрета, и Генриетты Луизы Джеффрис, служивших при дворе. Супруга достопочтенного Уильяма Финча.

## Биография

### Ранняя жизнь

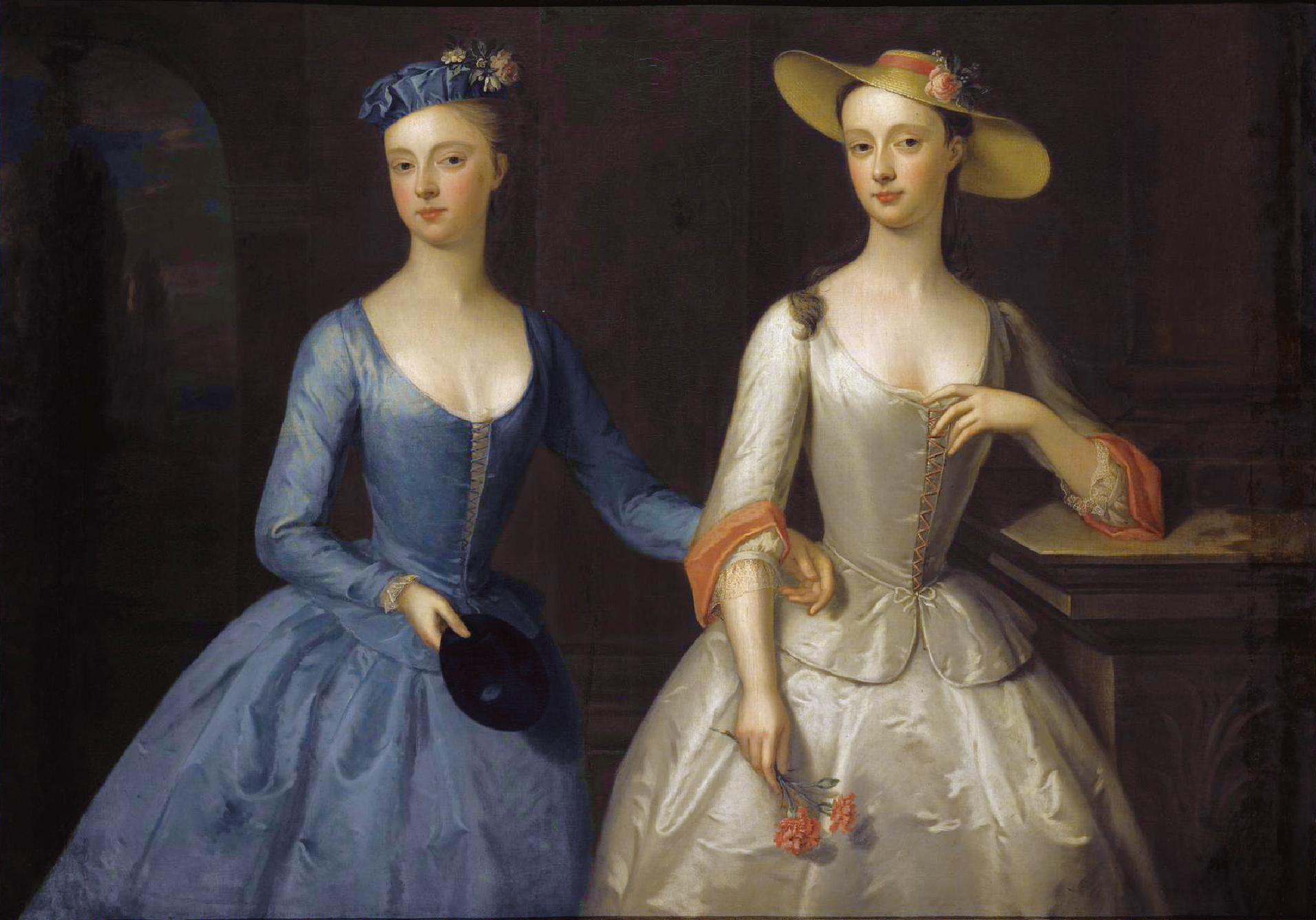
Леди Шарлотта (справа) со своей сестрой Софией, около 1741

Леди Шарлотта Фермор родилась 14 февраля 1725 года, став второй старшей дочерью в семье Томаса Фермора, 1-го графа Помфлета, и его супруги, Генриетты Луизы Джеффрис. В семье всего родилось четыре сына и шесть дочерей. Супруги Фермор служили при английских монархах: Томас был королевским шталмейстером при королеве Каролине, а Генриетта была её дамой опочивальни.
Шарлотта и её семья много путешествовали и жили в культурных и исторических местах. Об образовании Шарлотты и её сестёр известно мало, но современные источники пишут, что оно было хорошим. Вместе с матерью дочери много читали, интересовались теологией. Среди друзей Шарлотты была прекрасно образованная переводчица и поэтесса Елизавета Картер. Молодая девушка великолепно владела итальянским языком. Хорас Уолпол отмечал в 1740 году, что она «говорит на чистейшем тосканском, как и любая флорентийка, а флорентийцы смотрели на неё, как на прекрасную иностранку, оказавшую им почтение». Согласно Уолполу, Джон Картерет, 2-й граф Гренвиль, который короткое время был женат на одной из сестёр леди Шарлотты Софии, «очень любил Шарлотту»; после смерти Софии в 1745 году Гренвилл передал все драгоценности покойной супруги её сестре, «к великому недовольству их общих дочерей».
9 августа 1746 года Шарлотта вышла замуж за достопочтенного Уильяма Финча (1691—1766), наследника своего брата Даниэля,  8-го графа Уинчилси. Вскоре после свадьбы Уолпол сообщает, что невеста получила от отца приданое в размере 5000 фунтов — сумму, которая будет увеличена, когда «господин Финч передаст Шарлотте пятнадцать тысяч фунтов в её распоряжение». Уильям Финч ранее был женат на леди Анне Дуглас, но детей они не имели. Он служил дипломатом в качестве посла в Швеции и Нидерландах в 1720-х годах, после этого стал членом парламента от округов Кокермаус и Бьюдли. Вместе у супругов родилось четверо дочерей и сын, но только одна дочь и сын достигли взрослого возраста.

### Гувернантка королевских детей

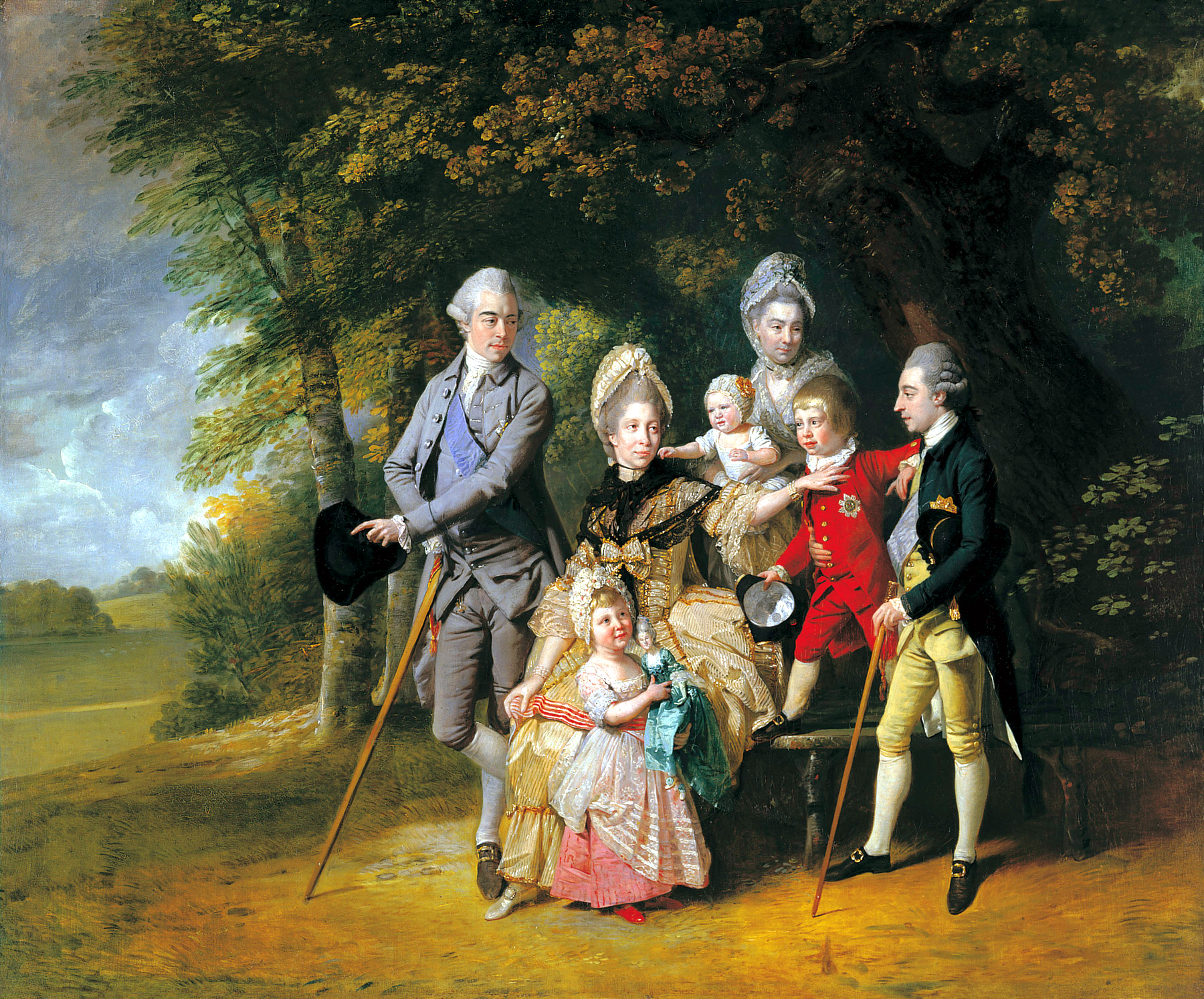
Королева Шарлотта c детьми, около 1771—1772, леди Финч стоит за детьми

Карьера леди Шарлотты в качестве гувернантки детей короля Георга III и королевы Шарлотты началась в августе 1762 года, когда она была назначена на этот пост через день после рождения старшего сына и наследника королевской четы, Георга, принца Уэльского. Уолпол писал: «Назначение на эту должность Шарлотты есть универсальное решение, которое было одобрено и королём, и королевой, и я не думаю, что о ней не будут плохо писать даже в The North Briton». Биограф гувернантки Джил Шефрин писала, что за её усердную работу дети Шарлотты получали щедрое жалование от короля. Кристофер Хибберт писал, что «прекрасно образованная леди Финч великолепно подошла на роль няни и гувернантки королевских отпрысков». Шарлотта прослужила на своём месте в течение более чем 30 лет и воспитала 14 из 15 детей королевской четы. Последнего, 15 ребёнка королевской четы, принцессу Амелию воспитывали придворные дамы. Она руководила всеми слугами, которые находились рядом с королевскими детьми, включая других гувернанток, учителей и личных слуг каждого ребёнка. Она следила за молодыми принцами, пока они не женились и не создавали свои собственные семьи, принцессы оставались под присмотром Шарлотты вплоть до 21-летия.
В середине 1760-х годов семью леди Финч постигло несколько несчастий. Одна из её дочерей умерла в 1765 году. Муж Шарлотты, который был на 34 года её старше, был очень больным человеком, у него случались приступы гнева и нервного расстройства. Ходили слухи, что он сбросил жену вниз по лестнице. Опасаясь за свою жизнь, Шарлотта получила разрешение переехать от него. Она перебралась с детьми в специально выделенные комнаты в Сент-Джеймсском дворце, также у них был дом в лондонском районе Кью. Уильям Финч умер в следующем году. Всё это время Шарлотта не переставала исполнять свои служебные обязанности. Однако, когда в начале 1767 года одна из дочерей заболела, леди Финч взяла отпуск по уходу за ней. Отпуск длился до ноября, когда её дочь скончалась. Всё это время за детьми короля следила миссис Коутсворт, назначенная Финч.
Биографы по-разному описывают Шарлотту, но все они сходятся в том, что она «была тёплой и доброй, прекрасно знала свою работу». Как было заведено в то время, дети редко видели короля и королеву; Финч стала важной фигурой в их детстве и юности. В то время, как принцы получали жёсткие уроки дисциплины в строго распланированном учебном плане, когда они находились в обществе своей гувернантки, то чувствовали большую свободу и любовь. Дети ласково называли её «Леди Ча». По возвращении из поездки по европейскому континенту, королева Шарлотта писала Финч, что «дети никогда не окажутся в руках, лучших, чем Ваши». Шефрин писала, что «Финч управляет всем королевским детским садом и фокусирует внимание по обучению на каждом отдельном ребёнке; она поделилась своими взглядами на обучение с королевой Шарлоттой в своих к ней письмах и в письмах к современникам; они включали пропаганду новых идей от учёных и педагогов, и этот подход, вводимый Финч, становится очень популярным, и помогает распространять новые теории образования». Среди методов, которые она использовала, были, например, «разрезанные карты» — вариант современных пазлов, которые использовались для изучения географии.

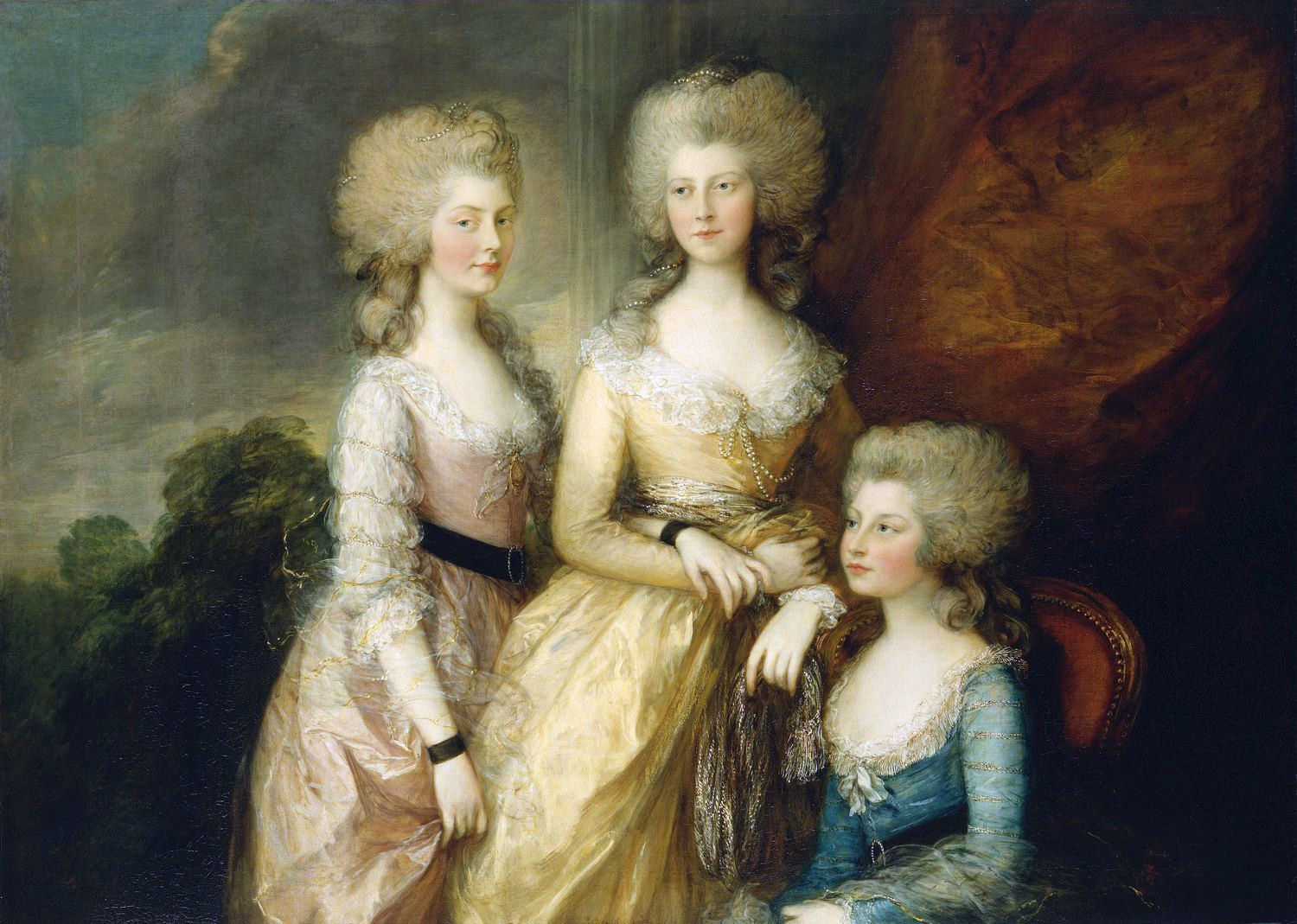
Томас Гейнсборо. «Портрет трёх старших дочерей Георга III: Шарлотты, Августы и Елизаветы», 1784

Историк Флора Фрейзер пишет, что «образование принцесс во многих отношениях было таким же строгим, каким оно было и для принцев». Финч, вместе с миссис Коутсворт, проводили одинаковые уроки по наукам и искусствам, как для принцев, так и для принцесс. Обучение включало изучение географии, английского языка, грамматики, музыки, рукоделия, танцев и искусства. Нанятый репетитор Джулия Роум учила детей французскому языку. Когда Шарлотта стала не в состоянии посещать принцесс каждый день, они приходили в дом леди Финч в лондонский район Кью рядом с рекой, где получали уроки. Молодые принцы, наоборот, становясь старше всё более отдалялись от няни, уделяя больше внимания политическим вопросам и собственным интересам.
В 1774 году Коутсворт подала в отставку из-за плохого здоровья. Пытаясь найти ей замену, Финч попросила королеву уменьшить часы, которые она проводила с детьми. Королева Шарлотта была против. Она начала писать ей, что отставка компаньонки связана с тем, что Финч стала мало времени уделять детям, передав все полномочия Коутсворт, а также то, что другая прислуга будет настаивать, чтобы королева больше времени проводила со своими отпрысками. Финч ответила, что проводит много времени с принцессами, как утром, так и вечером, добавив: «Как я могу не уклоняться от собственных принципов при ежедневном росте числа моих обязанностей; Ваше Величество должно знать, что мне необходим огромный запас бодрости и сил, чтобы уследить за растущими принцессами во всех их забавах, следить за их поведением и обучением, и выполнять ещё огромное количество дел при дворе».
Шарлотта пригрозила королеве уйти в отставку, чтобы та смогла нанять кого-то «более молодого и более соответствующего требованиям монархов». В конце концов Финч осталась на своём посту. Новой её помощницей стала Марта Гулдсворти, устроенная по рекомендациям Финч. Она продолжила проводить много времени с принцессами и следить за их успеваемостью вместе с их учительницей мисс Плант. В 1782 году принц Альфред умер от оспы в Виндзоре в возрасте двух лет несмотря на тщательный уход леди Финч.

### Последние годы
Начиная с 1792 года Шарлотта Финч стала часто болеть, она практически оглохла. Принцесса София как-то писала: «Я бы очень сожалела, если бы узнала о её смерти, ведь она относится к нам с такой добротой. Действительно, она и мисс Гулдсворти так добры к нам, что мы не заслуживаем этого; для них мы целые сокровища, которые не чувствуют всей их привязанности». В ноябре 1792 года Финч ушла со своей должности. Она уехала из королевского дворца 5 января 1793 года, но продолжала поддерживать связь со своими воспитанницами через ежедневные письма. Шарлотта получала подарки от них. Каждый год ей выплачивалось по 600 фунтов пенсии, вдобавок к доходам от компании Южных морей. Умерла 11 июля 1813 года в Сент-Джеймсском дворце в Лондоне. На её похоронах присутствовали пять сыновей короля. Её дочь сохранила за собой несколько комнат в королевском дворце, где жила мать. Леди Шарлотта Финч похоронена в Бакингемшире. По её пожеланию, тело покоится рядом с её детьми. Мемориал леди Финч был выполнен скульптором Френсисом Легат Чантри и находится в церкви Святого Креста в Берли, графство Ратленд, рядом с домом её сына Джорджа Финча, 9-го графа Уинчилси и Ноттингем.

### Дети
От брака с достопочтенным Уильямом Финчем родилось пятеро детей, но лишь двое достигли взрослого возраста:
- Джордж (1752—1826) —  9-й граф Уинчилси и Ноттингем, никогда не был женат, но имел одного внебрачного сына[30];
- София (?—?) — супруга (с 1772) британского морского офицера Чарльза Филдинга[англ.], имели трёх дочерей и сына[30].